# シルバメソッド
シルバメソッドは、ホセ・シルバ(José Silva)によって開発された、脳機能を改善することで個人のIQや幸福感を高める効果があるとされる自助グループプログラムである。
プログラムの支持者は、個人のセルフイメージを改善し、よりはっきりした態度で物事を考えることができ、ニコチン中毒などの状況を克服することを補助すると信じている。
著名なSF作家アーサー・C・クラークと、元ステージマジシャンのジェームズ・ランディによれば、シルバメソッドは、ポジティブシンキング、視覚化した瞑想と自己催眠(Self-hypnosis)を摘要し構成されている。 シルバ本人を含む人たちは、シルバメソッドを、超能力のような科学的に知ることの出来ない能力を開発するために使用され、高い意識を引き出すことができると信じている。 それについて、疑似科学であると批判がある。
シルバメソッドは、人間性回復運動とグループ分けされる治療法のひとつである。

## 歴史

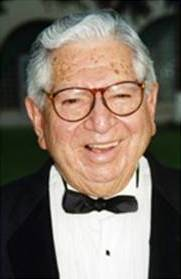
ホセ・シルバ

シルバは、商業的に開始する1960年代より前の、1940年代から、以前シルバ・マインドコントロールとして知られていたメソッドを開発しはじめた。
プログラムは、世界人口における90%の人の行動は左脳に支配され、それが人々の行動を論理的、知的、客観的な問題解決のみに限定してしまうと言う、シルバの信念から開発された。シルバは、左脳と同じように右脳を使って考えるように訓練することで、潜在意識レベルにある情報にアクセスできるようになると信じていた。批評家のロバート・キャロルは、シルバメソッドはロジャー・スペリーの著書を基にしているようだが、不正確なモデルを作るために歪曲して開発されているとしている。

## テクニック
シルバメソッドのテクニックは、アルファ波と呼ばれる周波数8から13ヘルツの精神機能の高い状態に達し、継続することを目指している。
創立者のホセ・シルバは、高い意識の脳の状態に入るために訓練するプログラムとして開発したと述べた。
1953年、シルバは、自分の娘を訓練して超能力者にしたと信じ、娘を証拠として超心理学者ジョゼフ・バンクス・ラインに、シルバのトレーニングメソッドを紹介した。
その後10年で、シルバは、超能力者にするために39人の被験者を訓練したとしている。
シルバメソッドは、世界の多数の国で生徒グループに数日間、メソッドのシステムを教える数千人のシルバメソッド・インストラクターを持つ、現在数百万ドルのビジネスである。

## 政府の文書でシルバメソッドがカルトとされた例

### 1995年フランス国民議会委員会報告書
シルバメソッドは、1995年のフランス議会の委員会報告書によって、創価学会、サイエントロジーなどの宗教団体や、ランドマーク・エデュケーション、アバターコースなど自己啓発セミナーと並んでカルト(セクト)としてリストに掲載された。

### 1999年フランス国民議会委員会報告書
1999年のフランス国民議会カルトの財務、所有物、収益、同様にそれらの経済活動、経済・金融の関わりに関する公聴委員会報告は、カルトと金銭に関するフランス議会報告で、委員会が30数団体に注意を集中させ調査した。報告書のPART II: カルトの影響: 否定できない経済的、財政的重みにおいて、"職業訓練市場で最も活動的なカルト"として、サイエントロジー、ランドマーク・エデュケーション、アバターコース、Au Coeur de la Communication、シルバメソッド、Insight Seminarsが紹介、報告された。シルバメソッドの概要、料金、考え方、子供向けのセミナーがあることが記述されている。

## 参照
- w:Samyama
- 超能力
- 自助グループ
- 視覚化
- w:autosuggestion
- 透視 (超心理学)
- 政府の文書によってセクトと分類された団体一覧#フランス